# Felipe Rosas
Felipe Rosas Sanchez (5 febbraio 1910 – 17 giugno 1986) è stato un calciatore messicano, di ruolo centrocampista.

## Carriera
Con la Nazionale messicana ha preso parte ai Mondiali 1930.